# Аустрија на Светском првенству у атлетици на отвореном 2007.
Аустрија је на 11. Светском првенству у атлетици на отвореном 2007. одржаном у Осаки од 25. августа до 2. септембра учествовала једнаести пут, односно учествовала је на свим првенствима до данас. Аустрије је учествовала са троје атлетичара (два мушкарца и једна жене) који су се такмичили у три дисциплине.
На овом првенству Аустрија није освојила ниједну медаљу. Није било нових националних, личних и рекорда сезоне. У табели успешности према броју и пласману такмичара који су учествовали у финалним такмичењима (првих 8 такмичара) Аустрија није имала ниједног предтавника. .

## Учесници
| Мушкарци: - Клеменс Целер — 400 м - Гинтер Вајдлингер — 3.000 м препреке | Жене: - Андреја Мајер — 3.000 м препреке |  |

## Резултати

### Мушкарци
| Атлетичар         | Дисциплина       | Лични рекорд | Квалификације     | Квалификације     | Полуфинале           | Полуфинале           | Финале               | Финале       | Детаљи |
| Атлетичар         | Дисциплина       | Лични рекорд | Резултат          | Место             | Резултат             | Место                | Резултат             | Место        | Детаљи |
| ----------------- | ---------------- | ------------ | ----------------- | ----------------- | -------------------- | -------------------- | -------------------- | ------------ | ------ |
| Клеменс Целер     | 400 м            | 45,83        | 46,06             | 7. у гр. 3        | Није се квалификовао | Није се квалификовао | Није се квалификовао | 38 / 55 (60) |        |
| Гинтер Вајдлингер | 3.000 м препреке | 8:10,83 НР   | Није завршио трку | Није завршио трку |                      |                      | Није се квалификовао | Без пласмана |        |

### Жене
| Атлетичарка   | Дисциплина       | Лични рекорд | Квалификације | Квалификације | Финале                | Финале       | Детаљи |
| Атлетичарка   | Дисциплина       | Лични рекорд | Резултат      | Место         | Резултат              | Место        | Детаљи |
| ------------- | ---------------- | ------------ | ------------- | ------------- | --------------------- | ------------ | ------ |
| Андреја Мајер | 3.000 м препреке | 9:48,87 НР   | 10:14.22      | 14. гр. 2     | Није се квалификовала | 41 / 48 (54) |        |